# Combat Aikido
Combat Aikido – jedna z odmian aikido. W Polsce ćwiczone jest w klubach i sekcjach skupionych w stowarzyszeniu o nazwie Autonomiczne Zrzeszenie Combat Aikido z siedzibą w Jarosławiu. Styl został opracowany przez Wiesława Pikora przy współpracy instruktorów ćwiczących w jarosławskim klubie aikido. Nazwa odnosi się do uczonych technik, taktyki, sposobu reakcji w sytuacjach zagrożenia, walki sportowej, samoobrony i systemu walki, który można szybko opanować. Styl Combat aikido został uzupełniony o techniki karate i ju-jitsu, stąd na treningach nauczana jest obrona przed różnego rodzaju atakami niepochodzącymi z tradycyjnych szkół aikido (uderzenia, kopnięcia proste i po łuku, obchwyty, obrona w parterze, obrona przed atrapami niebezpiecznych przedmiotów np. pałka bejsbolowa). Szkolenie i wymagania egzaminacyjne opierają się na tzw. NANA-TEKI-WZA czyli siedmiu formach samoobrony, w których liczy się pierwsza reakcja na atak. W celu doskonalenia technik aikido w walce została opracowana formuła sportowa combat aikido (CA). W formule tej zwycięzcą jest zawodnik, który umie i stosuje techniki aikido, stosuje kontrtechniki i potrafi płynnie zmieniać techniki w walce. Na kształt szkoły CA największy wpływ mieli mistrzowie realizujący założenia Aikido Kobayashi. Są to między innymi Giampietro Savegnago sensei, Juchat Christian sensei oraz Jacek Wysocki sensei. Idea praktycznej strony aikido czyli umiejętności działania w sytuacjach zagrożenia, przekazana została na stażach prowadzonych przez Ryszarda Króla sensei - eksperta w dziedzinie sztuk walki (m.in. combat jujitsu), prezesa IP System. Uderzenia (uchi, tsuki) i techniki kopnięć (keri/geri) jak również techniki ju-jitsu doskonalone są pod okiem Pawła Handzlika (m.in. 8 dan Ju-Jutsu, 5 dan Karate) – Prezesa Polskiej Federacji Sztuk Walki i Sportów Obronnych do której należy Autonomiczne Zrzeszenie Combat Aikido.